# Anna Romanowa (Politikerin)

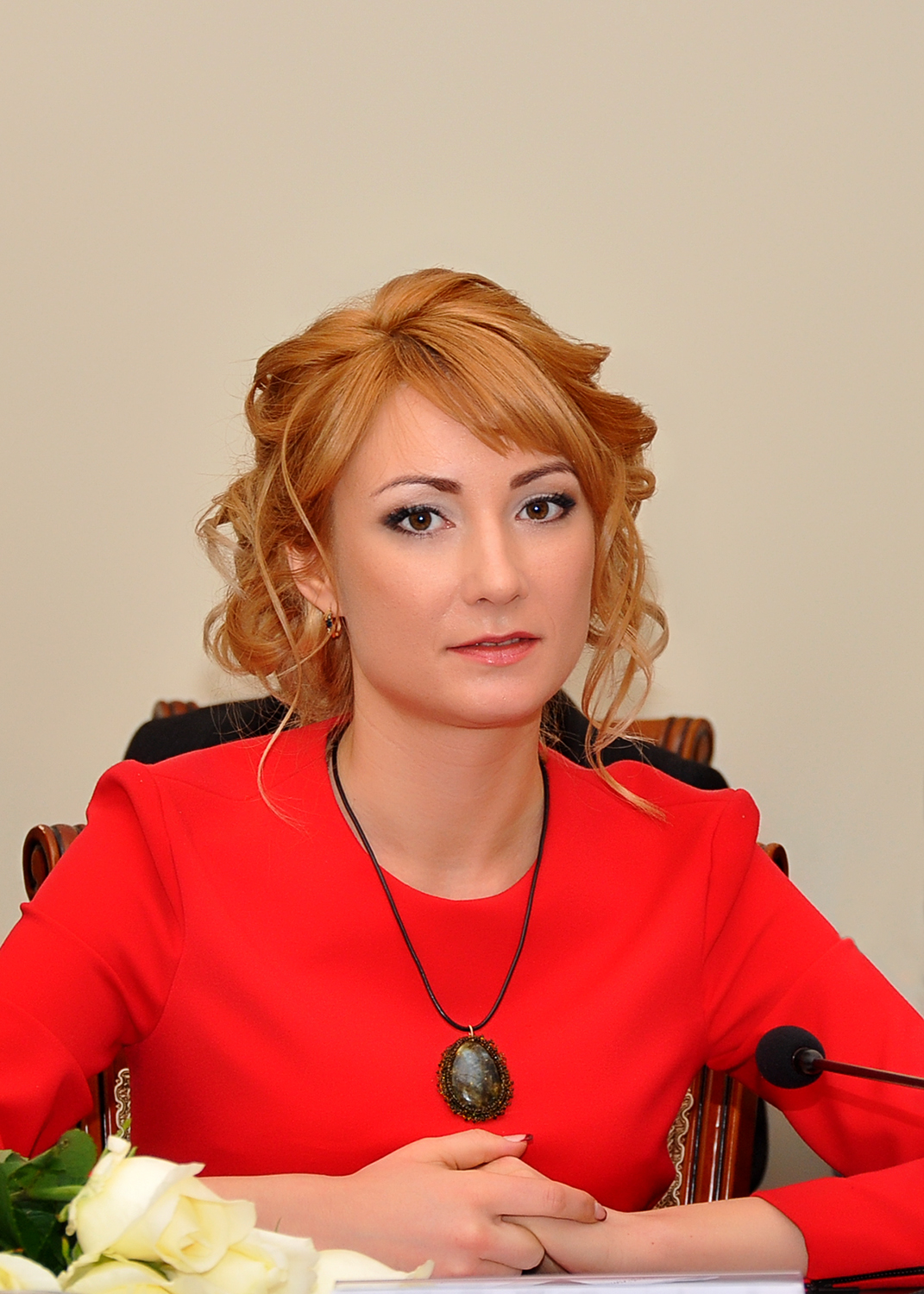
Anna Romanowa, 2015

Anna Anatolijiwna Romanowa (ukrainisch Анна Анатоліївна Романова, * 21. Februar 1985 in Tschernihiw, Ukrainische SSR) ist eine ukrainische Managerin und Politikerin der Partei Samopomitsch.

## Biografie
Anna Anatolijiwna Romanowa machte im Jahr 2001 ihren Schulabschluss an einer Oberschule in Tschernihiw. Von 2001 bis 2006 studierte sie an der Nationalen Pädagogischen Universität Tschernihiw Geschichte und Sozialpädagogik. Von Oktober 2006 bis November 2008 arbeitete sie als Entwicklungsmanagerin bei der Baustoffherstellerfirma Vena in Tschernihiw. Von 2007 bis 2009 studierte sie Unternehmertum an der Nationalen Technischen Universität Tscherniw. Von November 2008 bis Dezember 2010 arbeitete sie als Projektmanagerin in der Marktforschungsabteilung der Firma Vena.
Romanowa wurde im Dezember 2010 zur Vizebürgermeisterin der Stadt Tschernihiw ernannt. Von 2011 bis 2014 studierte sie an der Verwaltungsakademie des Präsidenten der Ukraine in Kiew. Im September 2014 trat sie von ihrem Amt als Vizebürgermeisterin zurück. Der Grund dafür war laut ihrer eigenen Aussage eine Meinungsverschiedenheit mit dem Bürgermeister Tschernihiws aufgrund seiner zögerlichen Haltung bezüglich der Unterstützung für die in der Krise in der Ukraine kämpfenden Soldaten.
Bei der Parlamentswahl in der Ukraine 2014 war Romanowa auf Listenplatz 30 der Partei Samopomitsch und wurde als Abgeordnete in die Werchowna Rada gewählt.

## Privates
Romanowa hat eine Tochter.